# Saint-Ignat
Saint-Ignat é uma comuna francesa na região administrativa de Auvérnia-Ródano-Alpes, no departamento Puy-de-Dôme. Estende-se por uma área de 15,41 km². Em 2010 a comuna tinha 926 habitantes (densidade: 60,1 hab./km²).